# Tryphon signator
Tryphon signator là một loài tò vò trong họ Ichneumonidae.